# Dublin (Califòrnia)
Dublin és una població dels Estats Units a l'estat de Califòrnia. Segons el cens del 2010 tenia 50.000 habitants.

## Demografia
Segons el cens del 2000, Dublin tenia 29.973 habitants, 9.325 habitatges, i 6.508 famílies. La densitat de població era de 919,2 habitants/km².
Dels 9.325 habitatges en un 35,4% hi vivien nens de menys de 18 anys, en un 56,9% hi vivien parelles casades, en un 9,1% dones solteres, i en un 30,2% no eren unitats familiars. En el 21,3% dels habitatges hi vivien persones soles el 2,8% de les quals corresponia a persones de 65 anys o més que vivien soles. El nombre mitjà de persones vivint en cada habitatge era de 2,65 i el nombre mitjà de persones que vivien en cada família era de 3,13.
Per edats la població es repartia de la següent manera: un 21% tenia menys de 18 anys, un 9,3% entre 18 i 24, un 44,1% entre 25 i 44, un 21% de 45 a 60 i un 4,6% 65 anys o més.
L'edat mediana era de 34 anys. Per cada 100 dones de 18 o més anys hi havia 112,4 homes.
La renda mediana per habitatge era de 77.283 $ i la renda mediana per família de 83.123 $. Els homes tenien una renda mediana de 55.605 $ mentre que les dones 41.116 $. La renda per capita de la població era de 29.451 $. Entorn de l'1,9% de les famílies i el 2,9% de la població estaven per davall del llindar de pobresa.

## Poblacions més properes
El següent diagrama mostra les poblacions més properes.